# Richard Bing
Richard John Bing (* 12. Oktober 1909 in Nürnberg; † 8. November 2010 in La Cañada Flintridge) war ein deutsch-amerikanischer Kardiologe. Nach seiner Kollegin Helen B. Taussig (Pädagogin und Kardiologin) und ihm wurde der Taussig-Bing-Komplex benannt.

## Leben
Richard Bing war ein Sohn des Kaufmanns Bernhard Hugo Bing und der Lilli Aischberg. Er heiratete 1938 Mary Whipple, sie haben drei Kinder. Bing studierte Medizin in Wien und Berlin und wurde 1934, unter den Bedingungen der deutschen Judenverfolgung, in München promoviert. Er floh nach Dänemark, wo er am Carlsberg-Institut arbeitete. 1935 wurde er an der Universität Bern promoviert. Bing zog 1936 in die USA und arbeitete ab 1939 an der Columbia University und ab 1941 an der New York University. Von 1943 bis 1951 forschte er an der Johns Hopkins University und wurde dort 1945 Professor. 1944/45 leistete er Wehrdienst.
Bing arbeitete von 1959 bis 1970 in Chicago und ging dann nach Kalifornien.
Von seinem Leben und Wirken handelt die 2009 hergestellte Dokumentation Para Fuera: A Portrait of Dr. Richard J. Bing.